# Perissommatidae
Famille
Perissommatidae  est une famille de diptères.

## Liste des genres
Selon Catalogue of Life (1 mars 2013) :
- genre Perissomma
  - Perissomma bellissimum
  - Perissomma congrua
  - Perissomma dobrotworskyi
  - Perissomma fuscum
  - Perissomma mcalpinei